# Studebaker Light Four
De Studebaker Light Four is een personenwagen van de Amerikaanse autofabrikant Studebaker die geproduceerd werd van 1918 tot 1919. De auto heette officieel Model SH Series 19 en was verkrijgbaar als toerwagen, sedan en roadster.
De Light Four deelde zijn chassis met de Light Six en werd aangedreven door een vier-in-lijn-zijklepmotor met een cilinderinhoud van 192,4 cu in (3153 cc) die 40 pk ontwikkelde (uitgedrukt in SAE gross pk, de oude Engelse definitie van pk). Het motorvermogen werd op de achterwielen overgebracht via een kegelkoppeling en een drieversnellingsbak met een schakelhendel in het midden van de auto. De voetrem werkte op externe bandremmen op de achterwielen.
In 1920 stopte Studebaker met de Light Four en produceerde vanaf dat moment alleen nog maar zescilinderauto's.
Vanwege de lage productieaantallen wordt de Light Four door Studebaker-verzamelaars beschouwd als een zeldzaam model van zijn tijd.